# Pre Rup

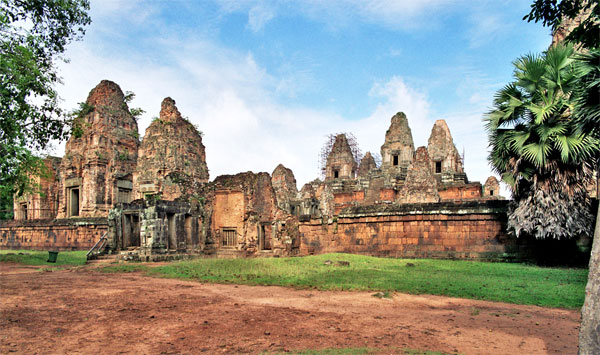
El temple de Pre Rup a Angkor

Pre Rup és un temple hinduista dins els complex arqueològic d'Angkor, declarat Patrimoni de la Humanitat. Aquest conjunt de construccions de l'Imperi Khmer és al nord de la ciutat de Siemp Reap. Dintre del complex, aquest temple és a llevant d'Angkor Thom i al sud el Baray Oriental.

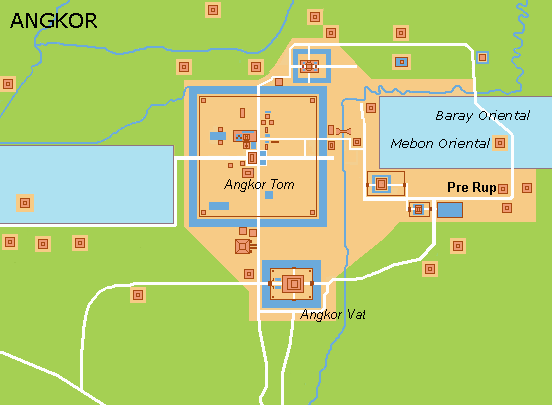
Situació del temple, dins del complex d'Angkor

## Història
El temple fou construït per Rajendravarman II (944-968). Aquest monarca va retornar la capitalitat del regne a Angkor, que havia perdut en època de Jayavarman IV (921-941) el qual l'havia traslladat a Koh Ker. Rajendravarman II era cosí d'Harshavarman (941-944), i aquest darrer, fill de Jayavarman IV.

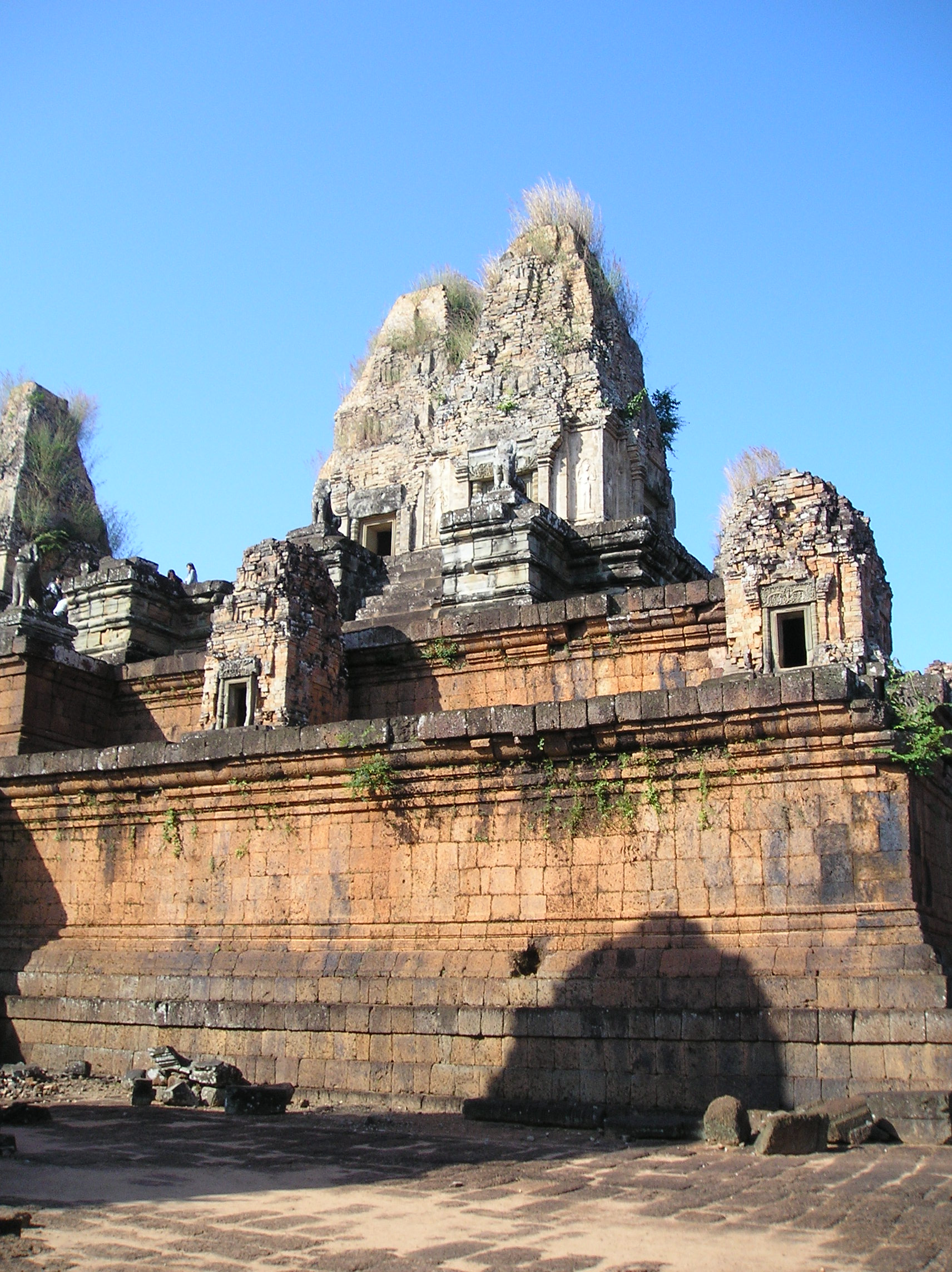
La piràmide central de Pre Rup

Poc abans, Rajendravarman II ja havia fet aixecar el temple de Mebon Oriental, al bell mig del gran dipòsit d'aigua, ara dessecat, conegut com a Baray Oriental (amb una superfície de 7,5 x 1,83 km) que assegurava el proveïment a la capital. Aquest segon temple es va aixecar al sud del Baray, possiblement sobre un temple anterior dedicat a Xiva, que hauria aixecat Yasovarman I (889-910), el primer a construir a Angkor.
Desconeixem l'arquitecte que es va encarregar de l'obra, però per analogia hom suposa que fou el mateix que havia projectat el Mebon Oriental poc abans: Kavindrarimathana, l'únic arquitecte khmer documentat. Els materials utilitzats en la construcció, pràcticament es limiten a la laterita i el maó. El temple es va consagrar el 961. El nom amb què es coneix el lloc (Pre Rup) és modern, originalment era conegut amb el de Rajendrabhadresvara, segons una inscripció fundacional.
És un dels darrers exemples d'edifici on hi han petites construccions allargassades envoltant-lo; més endavant aquestes evolucionaran en galeries contínues, tal com podem veure a Angkor Vat, per exemple.
Tractant-se d'un temple d'estat, és segur que tenia una muralla exterior que englobava aquest edifici, el palau i habitatges i que arribava fins al mateix Baray, a uns 500 m. Una veritable ciutat, que algunes fonts anomenen "Ciutat de l'Est". Però no s'ha trobat pràcticament res d'això.
Fou excavat i estudiat per H. Marchal i G. Trouvé entre el 1930 i 1935.

## Arquitectura

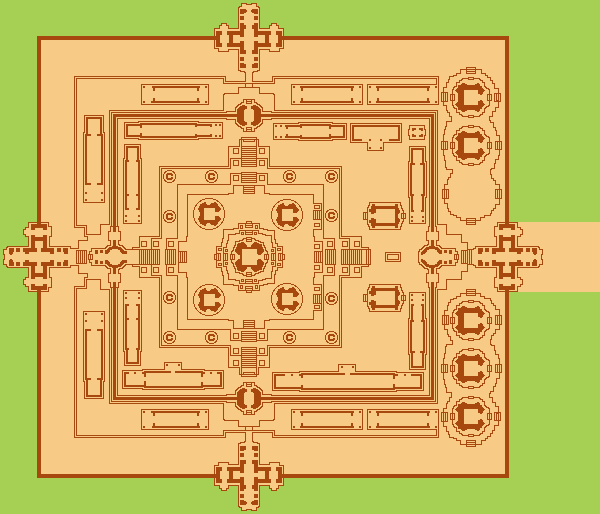
Planta esquemàtica de Pre Rup

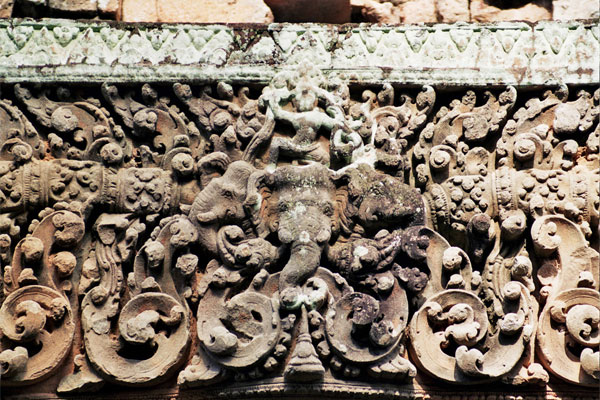
Llinda del temple amb Indra i l'elefant Aitavata, amb tres caps

El que es conserva en més o menys bon estat és el recinte del temple, una muralla de laterita gairebé quadrada (120 x 130 m), travessada per quatre gopures (portals monumentals) iguals, en forma de creu i amb tres portes cada un.
Interiorment hi ha un segon recinte tancat. Entre la primera muralla i la segona es van aixecar diverses construccions en època més tardana, potser pel successor del promotor, Jayavarman V. Les construccions més aparents són dos grups de torres de maó que s'aixequen a llevant: tres al sud i dues al nord. Tot fa pensar que la tercera no es va arribar a fer mai. Hi ha també una sèrie de construccions allargades que omplen els altres tres costats, possiblement utilitzades com a cambres pels sacerdots.

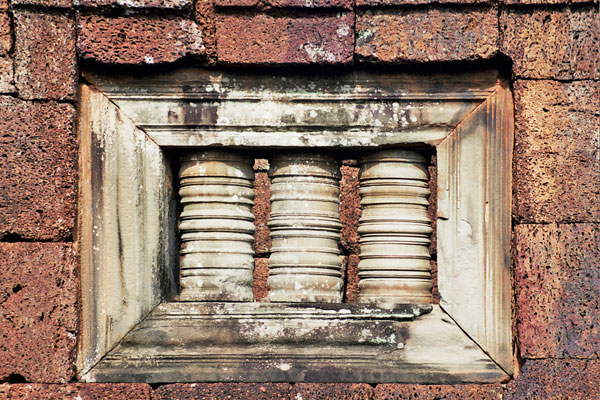
Finestral

Una segona muralla de 87 x 77 m amb quatre gopures orientats als quatre punts cardinals tanquen el recinte interior, més elevat. Aquí s'aixeca la piràmide central del temple, envoltada d'un bon nombre de construccions menors: una sèrie de construccions allargades, dues "biblioteques" de maó (construccions molt característiques de l'arquitectura khmer i que hom desconeix la seva utilitat, malgrat el nom) i una "cisterna" just al davant de l'entrada oriental i la piràmide. Aquesta suposada cisterna ha donat peu a històries fabuloses amb forns crematoris inclosos, però realment es tracta de la base d'una estàtua.
La piràmide central, evocació del Mont Meru, té 50 m de base i és accessible per quatre escalinates que s'enfilen. El conjunt està format per dos graons amb petits santuaris i una terrassa superior, a 12 m del sòl, on s'aixequen cinc torres: una a cada vèrtex i la central, més gran. Aquesta torre central, de maó, s'aixeca sobre un podi, a un nivell superior que les altres quatre. Estan orientades a llevant, com de costum, amb falses portes a ponent. Segons una inscripció la torre central era ocupada per un linga. Les altres quatre eren dedicades a Xiva, Vixnu i les seves esposes respectives: Uma i Laksmi.